# Duivelsbed

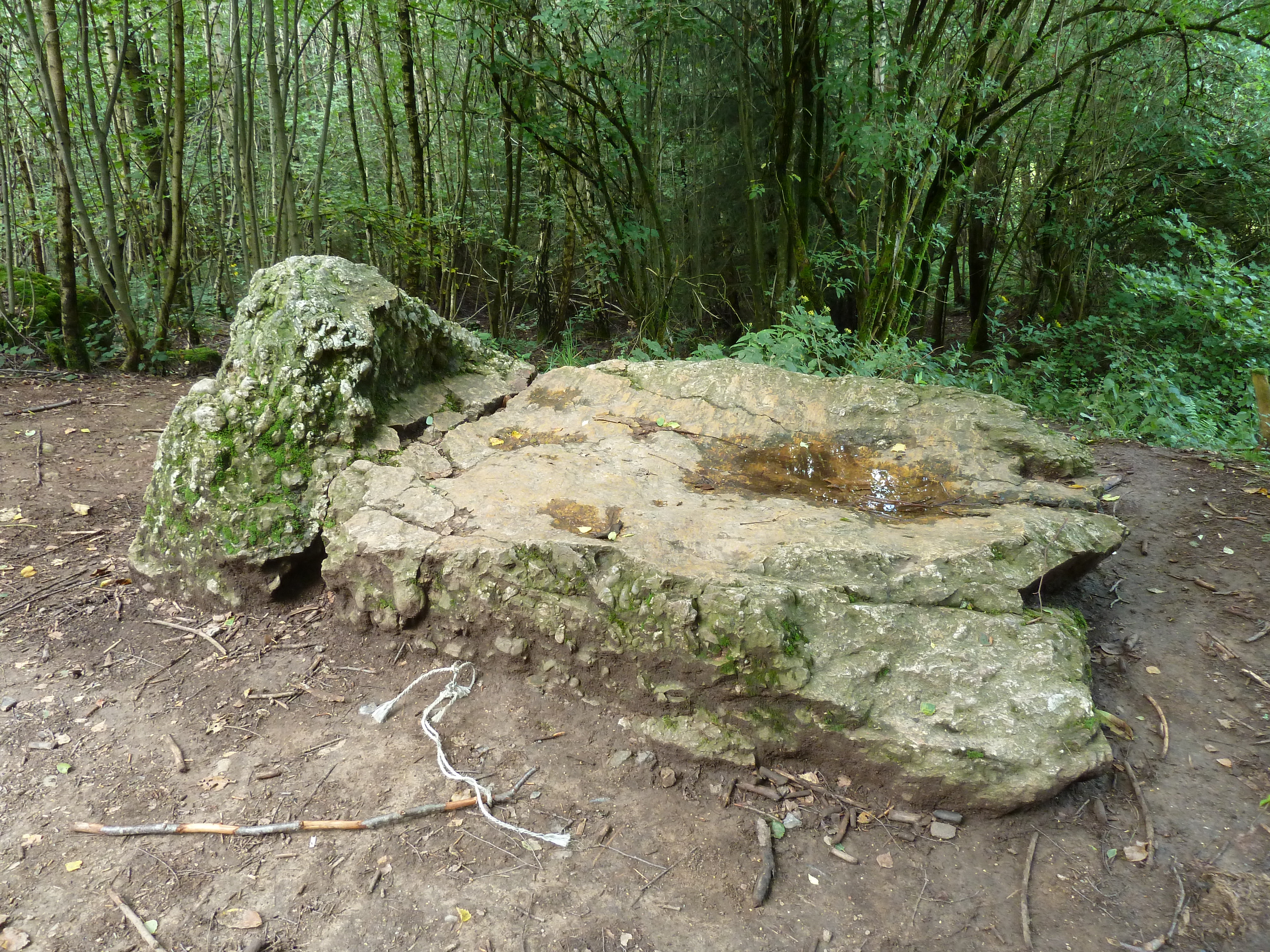

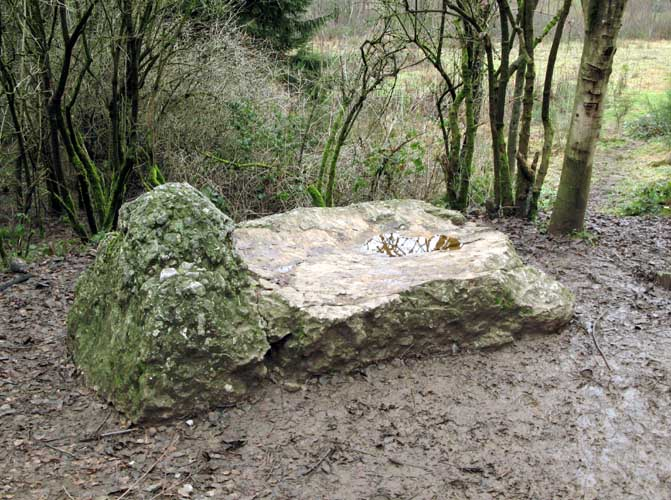
Het Duivelsbed

Het Duivelsbed of Lit du Diable is een zeer waarschijnlijk natuurlijk rotsblok, gelegen in de gemeente Durbuy in de Belgische provincie Luxemburg. Het is een van de legendestenen in het gebied, naast de Pierre Haina en de Pas-Bayard. 
Het Duivelsbed ligt onderaan de helling van de heuvelrug en op ongeveer 225 meter ten noorden van de Pierre Haina iets lager gelegen dan deze. Het ligt op ongeveer 600 meter ten zuidoosten van Morville en op ongeveer 1,2 kilometer ten noordoosten van Wéris. Het Duivelsbed bevindt zich aan de voet van een heuvelrug die de vallei van Wéris aan de oostzijde begrenst. In deze vallei liggen twee dolmens en een aantal andere menhirs. De verschillende megalieten in de omgeving zouden verschillende alignmenten met elkaar vormen die evenwijdig aan elkaar gelegen zijn.
Het rotsblok ligt plat in de vorm van een bed met een hoofdsteun. Het is 2,4 meter breed, 1,4 meter hoog en met een dikte van 60 centimeter.
Volgens een legende zou dit de plek zijn waar de duivel uitrustte voordat deze verdween door de schacht onder de Pierre Haina.